# Zámecký mlýn (Žehušice)
Zámecký mlýn v Žehušicích v okrese Kutná Hora je vodní mlýn, který stojí v centru městyse u tvrze severně od zámku na řece Doubravě. Spolu s areálem zámku je chráněn jako nemovitá kulturní památka České republiky.

## Historie
Mlýn na vrchní vodu je popsán v urbáři žehušického panství z roku 1643. Měl čtyři kola na mletí mouky a jedno kolo pohánějící sedm stoup používaných k výrobě oleje; také zde byla jedna jahelka na výrobu ječných jahel. Měl i pilu na řezání stavebního dříví. Patřil vrchnosti, která jej pronajímala. Za jarních tání pro vysokou zpětnou vodu nepracoval, proto v této době byl v provozu mlýn na protějším břehu se dvěma koly na spodní vodu, který jinak v provozu nebyl. V roce 1926 jej postihla povodeň.
Od roku 1995 zde funguje malá vodní elektrárna.

## Popis
Mlýn byl postaven celý z kamene. Budova je od příchozí cesty z jižní strany v obytné části přízemní, směrem dozadu navazuje vícepodlažní mlýnice.
Voda na vodní kolo vedla náhonem od jezu přes stavidlo. Náhon procházel oborou, zámeckým dvorem a pod hospodářskou budovou a využíval se k plavení koní. V roce 1930 měl mlýn jednu Francisovu turbínu (spád 5,2 m, výkon 33 HP). Od roku 1995 je zde v provozu jedna Francisova turbína na výrobu elektrické energie (spád 5 m, instalovaný výkon 22 kW). Vodní kolo na vrchní vodu zaniklo.